# 1호선 신길역 탈선 사고

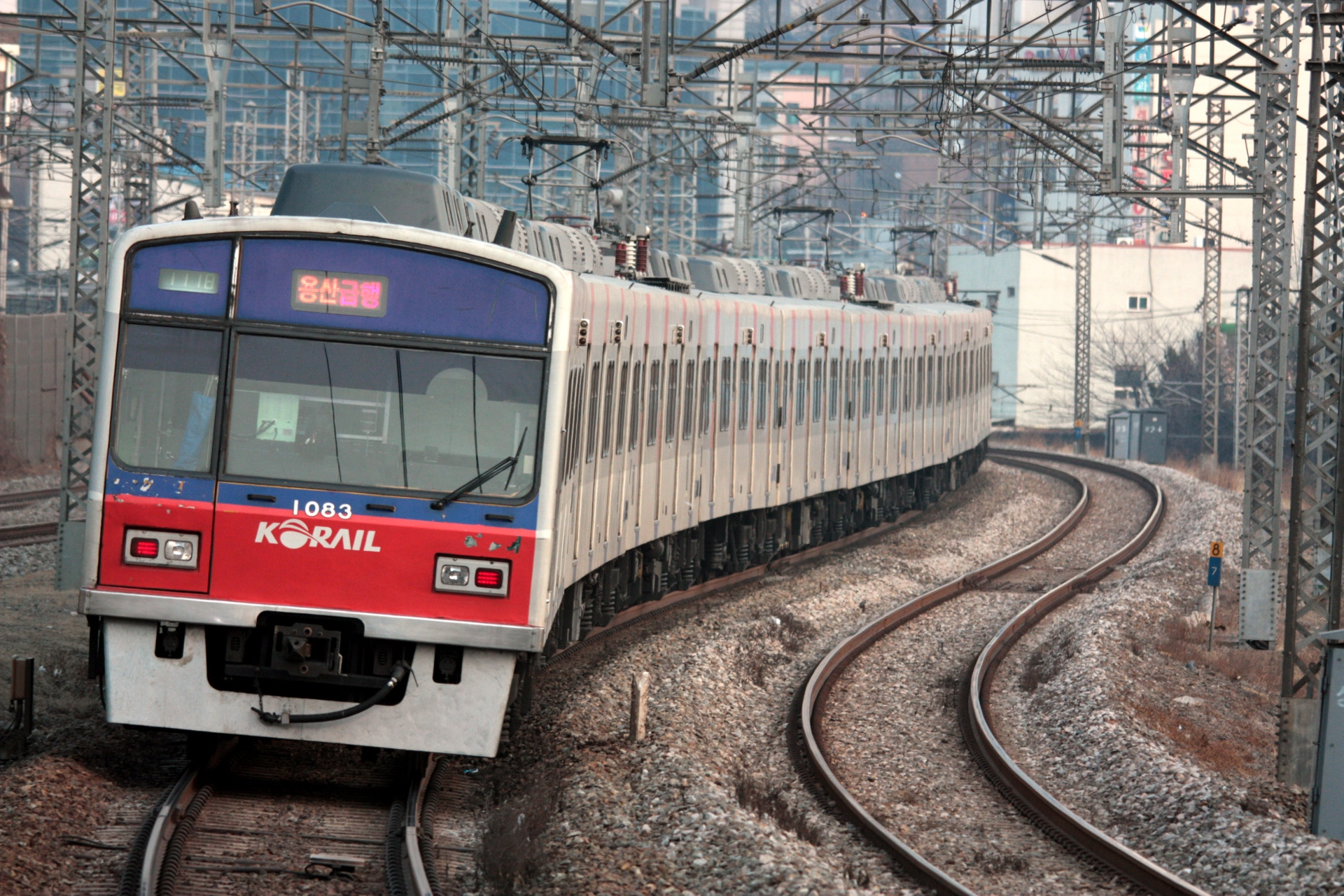
탈선 사고가 발생했던 1×83 편성

1호선 신길역 탈선 사고는 2020년 4월 14일 오전 6시 30분경에 수도권 전철 1호선 1×83편성이 용산급행으로 운행 도중 신길역 인근에서 탈선한 사고이다. 차체를 지탱하던 차축베어링이 노후화로 끊어지면서 선두차가 탈선하고 이에 의해 2호차까지 탈선하였다. 해당 열차에 타고 있던 승객은 가장 가까운 신길역까지 걸어서 이동해야만 했다.

## 사고 여파
사고 당일 용산-동인천 급행은 구로역에서 동인천역까지만 운행했다. 그리고 한국철도공사 1000호대 전동차 3세대 전동차가 모두 운행중단되었다.

## 사고 열차
- 한국철도공사 1000호대 전동차의 3세대 전동차 1×83편성 (신저항)